# Clupeosoma
Clupeosoma é um gênero de mariposa pertencente à família Crambidae.